# Escut de Campmany
L'escut oficial de Campmany té el següent blasonament:
Escut caironat: d'or, un castell obert de sinople acompanyat de 2 cases obertes de porpra, una a cada costat i d'un sarment o cep de vinya pampolat de sinople i fruitat de porpra a la punta. Per timbre una corona de marquès.

## Història
Va ser aprovat el 12 de maig de 1983 i publicat al DOGC el 6 de juliol del mateix any amb el número 342.
S'hi representa el castell de Campmany (segle xii), actualment en ruïnes, que fou la seu d'una baronia i, més tard, el 1798, d'un marquesat (simbolitzat per la corona al capdamunt de l'escut). A banda i banda del castell, les cases al·ludeixen als altres dos pobles del municipi: Bosquerós i la Vall. El raïm fa referència als conreus principals de la localitat.